# Wianowłostka królewska
Wianowłostka królewska, płomień Afryki (Delonix regia) – gatunek tropikalnej rośliny z rodziny bobowatych (Fabaceae) z podrodziny brezylkowych (Caesalpinioideae). W stanie naturalnym występuje w lasach Madagaskaru, gdzie jest gatunkiem zagrożonym. Ze względu na swoje duże walory dekoracyjne jest powszechnie uprawiany w wielu rejonach świata o tropikalnym klimacie.

## Morfologia
Jest to drzewo o wysokości do 9 m z szeroką, kopulastą koroną o średnicy do 18 m. Ma ciemnozielone, podwójnie pierzastodzielne liście. Bardzo obficie zakwita pomarańczowoczerwonymi kwiatami. Jeden płatek w tych kwiatach jest biały z żółtą lub czerwoną plamką. Są duże (mają średnicę do 15 cm), a roślina kwitnie od wiosny do lata. Owocem jest ciemnobrązowy strąk o długości do 60 cm. W okresie suszy traci liście.

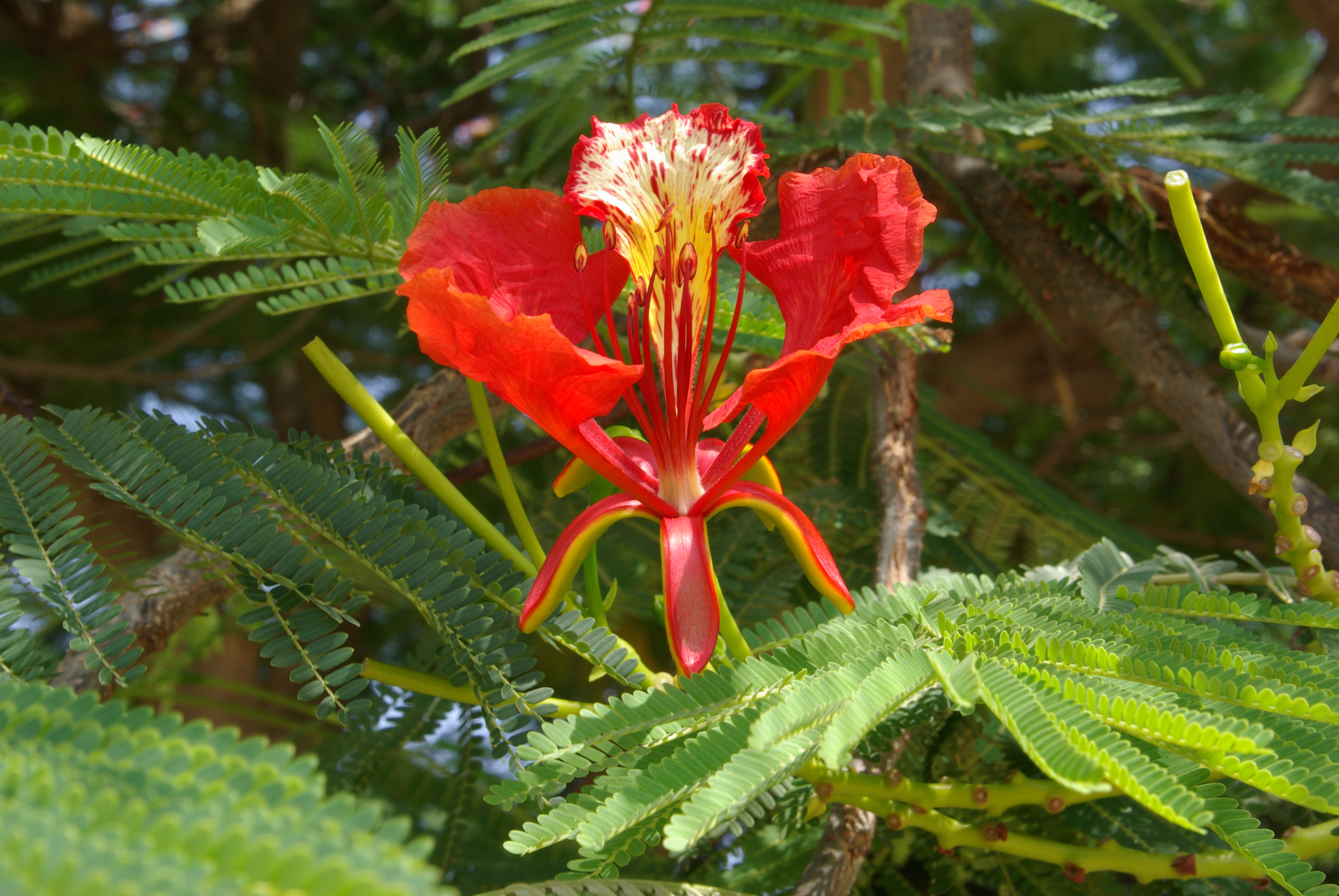
Kwiaty

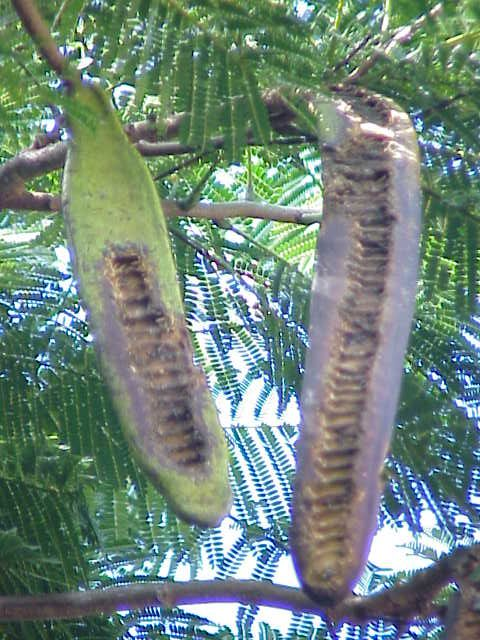
Owoce (strąki)

## Zastosowanie
- Roślina ozdobna, uprawiana w krajach o ciepłym klimacie i uważana za jedno z najpiękniejszych drzew świata. Również w Polsce jest czasami uprawiana w doniczkach jako roślina pokojowa. Istnieją odmiany o różnych kształtach i kolorach kwiatów[5]
- Na Karaibach ze względu na powszechność tej roślin robi się z niej instrument muzyczny – marakasy.

## Uprawa
Rozmnaża się ją z nasion lub sadzonek. Nasiona wymagają skaryfikacji. Latem przetrzymuje się ją na zewnątrz, w pełnym słońcu. Należy jej zapewnić systematyczne podlewanie, by nie utraciła liści. Zimą należy ją przetrzymywać w jasnym pomieszczeniu o temperaturze 5-15 °C. i ograniczyć podlewanie. Traci wówczas liście i przechodzi w stan spoczynku. Wiosną, gdy pojawi się więcej słońca rozwija nowe liście. Należy wówczas wzmóc podlewanie i rozpocząć zasilanie nawozami.